# Codrington (Antigua és Barbuda)
Codrington jelenleg szellemváros Barbuda szigetén, Antigua és Barbuda szigetországában. A települést Christopher Codrington és testvére alapította 1685-ben azzal a szándékkal, hogy ez legyen a sziget központja. A két testvér egy kastélyt is építtetett a településen, mely uralta a faluképet, de az 1843-as barbudai földrengés során az épület megsemmisült. Mára csupán romja látható.
1741-ben tört ki az első rabszolgalázadás a településen. Az úgy nevezett Beach lázadás a sziget kormányzója, Thomas Beach kegyetlen és zsarnoki viselkedésmódjának egyenes következménye volt. Számos marhacsordát mészároltak le, valamint további károkat okoztak a lázadók Codringtonban.
Codringtonban található a Barbuda Codrington repülőtér.
Az 1904-es népszámlálás idején a település lakossága 700 fő volt, míg az 1991-es népszámlálás idején 1252 fő élt itt. A települést, illetve az egész sziget teljes lakosságát ki kellett menekíteni a szigetről az Irma hurrikán pusztítása miatt. Codrington modern kori történetében 2017-ben fordult elő először, hogy teljes mértékben elnéptelenedett.
2017. szeptember 6-án az ötös erősségű Irma hurrikán lecsapott a településre. Gaston Browne az ország miniszterelnöke azt nyilatkozta, hogy a szigeten található ingatlanok mintegy 95 százaléka károsodott változó mértékben a hurrikán pusztítása miatt, valamint a sziget látképe alapján aligha lakható a szeptemberi állapotok alapján.

## Fordítás
Ez a szócikk részben vagy egészben  a   Codrington, Antigua and Barbuda című angol Wikipédia-szócikk ezen változatának fordításán alapul.  Az eredeti cikk szerkesztőit annak laptörténete sorolja fel. Ez a jelzés csupán a megfogalmazás eredetét és a szerzői jogokat jelzi, nem szolgál a cikkben szereplő információk forrásmegjelöléseként.